# ييغور تيتوف
ييغور تيتوف (بالروسية: Егор Ильич Титов)‏ مواليد 29 مايو 1976 في موسكو، هو لاعب كرة قدم روسي دولي سابق كان يلعب كلاعب وسط. سبق له أن لعب في كأس العالم لكرة القدم مع منتخب بلاده. لعب خلال مسيرته 464 مباراة سجل خلالها 107 أهداف.

## مرحلة الشباب

### أندية لعب لها
- سبارتاك موسكو

## المسيرة الاحترافية

### أندية لعب لها
- سبارتاك موسكو
- نادي أستانا
- أرسنال تولا

## روابط خارجية
- ييغور تيتوف على موقع ميوزك برينز (الإنجليزية)
- ييغور تيتوف على موقع الاتحاد الدولي (مؤرشف)  (الإنجليزية)
- ييغور تيتوف على موقع قاعدة بيانات كرة القدم.إي يو (الإنجليزية)
- ييغور تيتوف على موقع ناشيونال فوتبول تيمز (الإنجليزية)